# プエルトリコ州兵
プエルトリコ州兵（英語: Puerto Rico National Guard、スペイン語: Guardia Nacional de Puerto Rico）は、プエルトリコにおける州兵である。陸軍州兵と空軍州兵から構成され、陸空合わせた戦力はおよそ10,000人程度である。

## 歴史

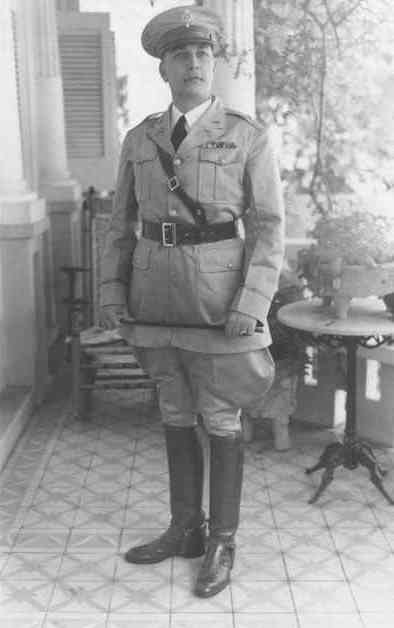
ルイス・エステベス将軍

1898年の米西戦争の後、スペインはアメリカ合衆国に対するプエルトリコの割譲に同意した。その後まもなくして米軍上層部ではプエルトリコの軍事的価値に関する議論が始まったが、当初は軍事的価値よりもアメリカと中南米の貿易において果たす商業的価値がより大きいと見なされていた。プエルトリコが軍事戦略上の要衝と見なされるようになるのは、20世紀初頭に起こった政治的変化の後である。1906年、当時の州知事ビークマン・ウィンスロップと州内務長官ローレンス・H・グラハム(Lawrence H. Graham)はプエルトリコ人のグループと会談し、プエルトリコにおける州兵の設置について話し合った。住民たちもこの動きを支持し、やがて町ごとにいくつかの中隊が設置された。しかしこれらの中隊は連邦政府からの認可を得た戦力ではなかった為、制服や装備類は全て自前で調達しなければならなかった。また、こうした動きは米国および米国の統治領における議会の承認を得ない武力組織の設置を禁ずる連邦法に抵触していると判断され、各中隊にはまもなく解散が命じられた。
第一次世界大戦中、プエルトリコ人は州兵の第373、374、375歩兵連隊および正規軍のプエルトリコ連隊にて従軍した。これらに所属した将兵およそ20,000人はいずれもキャンプ・ラス・カサスで訓練を受けた。プエルトリコ人として最初に米陸軍士官学校を卒業した将校ルイス・エステベスは教官としてキャンプ・ラス・カサスに勤務しており、その中でプエルトリコ州兵の必要性を強く感じるようになる。第一次世界大戦の終結後、エステベスは州知事アーサー・イエーガーと州兵の編成に関する会談を行った。1919年、プエルトリコ州知事、プエルトリコ議会、および連邦議会による計画の承認を得て、正式にプエルトリコ州兵が設置された。
1920年6月2日、プエルトリコ州兵における最初の連隊として第1歩兵連隊(First Infantry Regiment)が設置される。同連隊は1922年12月26日に第295歩兵連隊(295th Infantry Regiment)として再編成された。1936年3月1日、第295連隊に所属する大隊の1つが分離増強され第296歩兵連隊が新設された。
1938年、少将に昇進したエステベスがプエルトリコ州兵総監(Adjutant General of the Puerto Rican National Guard)に就任した。

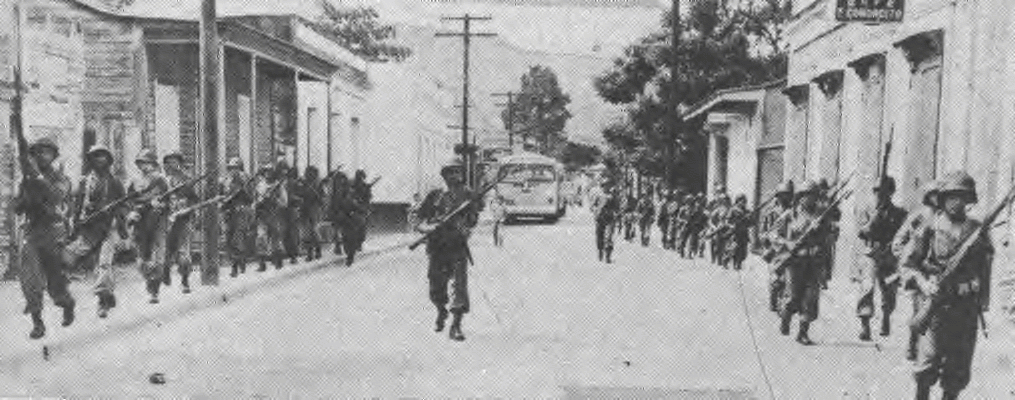
1950年、ハユヤ蜂起の折、エステベスの指揮下で治安維持の為に出動したプエルトリコ州兵。

1950年10月30日、プエルトリコ国民党は米連邦政府およびプエルトリコ政府に対する不満から、プエルトリコ各地で大規模な暴動を起こした（1950年代のプエルトリコ国民党による反乱）。プエルトリコ州兵は上級幕僚エステベスと州知事ルイス・ムニョス・マリンによる指揮のもと、ハユヤ、ウトゥアド、サンフアンなど、各地で国民党派の鎮圧に当たった。

## 部隊
- プエルトリコ陸軍州兵(Puerto Rico Army National Guard)
  - 第92機動支援旅団（英語版）
  - 第101群司令部(101st Troop Command)
  - 第191地域支援群(191st Regional Support Group)[3]-
- プエルトリコ空軍州兵（英語版）(Puerto Rico Air National Guard) 
  - 第156空輸航空団（英語版）(156th Airlift Wing)
- プエルトリコ州防衛隊（英語版）(Puerto Rico State Guard)

## 州兵総監(Adjutant General)
州兵総監(Adjutant General)は、プエルトリコ州兵およびプエルトリコ州防衛隊における責任者および司令官たる職である。軍務局長、州兵長官などとも訳される。
現職はミゲル・A・メンデス少将。